# Imeni Sverdlova
Imeni Sverdlova (russe : и́мени Свердло́ва) est une Commune urbaine du raïon de Vsevolojsk de l'oblast de Léningrad, en Russie.

## Géographie
Imeni Sverdlova est située sur la rive droite du fleuve Neva, au sud-est du centre de Saint-Pétersbourg et en face d'Oust-Ijora.

## Population
Recensements (*) ou estimations de la population :
| 1989  | 2002  | 2010  | 2013  |
| ----- | ----- | ----- | ----- |
| 8 905 | 9 197 | 9 260 | 9 488 |

| 2015  | 2021   | - | - |
| ----- | ------ | - | - |
| 9 804 | 11 868 | - | - |